# Kmeria
Kmeria là một chi của họ Mộc lan, bao gồm 5 loài, có nguồn gốc ở Đông Á ở miền nam Trung Quốc và Đông Dương. Các loài Kmeria duperreana được biết đến qua điều chế kmeriol.
Chi này trước đây ở trong chi mộc lan, từ đó nó đã được tách ra dựa theo cơ sở của hoa lưỡng tính và phần dưới của vết nứt. Nó không được chấp nhận trong bản thảo tài liệu họ mộc lan trong Hệ thực vật Trung Quốc, nơi phân bố các loài giữa các chi Woonyongia (K. septentrionalis) và Parakmeria (những loài khác).